# Mike Terrana
Michael "Mike" Terrana (Oswego, New York, 21. siječnja 1960.) je američki hard rock i heavy metal bubnjar. Njegov prvi profesionalni sastav bio je 1984. sastav Hanover Fist iz Toronta, Kanada, nakon čega je snimao i išao na turneju s drugim sastavima, svirajući mnoge stilove glazbe u zapadnoj državi New York. Od 1987. do 1997. boravio je u Los Angelesu i radio s raznim virtuoznim gitaristima, uključujući Yngwieja Malmsteena, Tonyja Macalpinea i Stevea Lukathera i sastavima kao što su Kuni i Beau Nasty.
Godine 1997. Terrana preselio se u Europu, prvo u Nizozemsku na šest mjeseci, a zatim u Njemačku. Radio je s njemačkim sastavima i umjetnicima kao što su Rage, Gamma Ray, Savage Circus, Axel Rudi Pell, Roland Grapow i Masterplan. Godine 2016. Terrana se pridružio talijanskom heavy metal sastavu Vision Divine. Godine 2017. pridružio se i španjolskom sastavu Avalanch i češkom Kreyson.
Osim toga, Terrana ima svoj tročlani hard rock sastav Terrana i živi glazbeni projekt koji spaja klasičnu i rock glazbu s opernim vokalima, pod nazivom Beauty of the Beat, koji je pokrenuo radeći na projektu Beauty and the Beat s finskom pjevačicom Tarjom Turunen.

## Diskografija
Samostalni albumi
- Shadows of the Past (1998.)
- Man of the World (2005.)
- Sinfonica (2011.)

Artension
- Into the Eye of the Storm (1996.)
- Phoenix Rising (1997.)
- Sacred Pathways (2001.)
- New Discovery (2002.)
- Future World (2004.)

Axel Rudi Pell
- The Ballads II (1999.)
- The Wizard's Chosen Few (2000.)
- The Masquerade Ball (2000.)
- Shadow Zone (2002.)
- Knights Live (2002.)
- Kings and Queens (2004.)
- The Ballads III (2004.)
- Mystica (2006.)
- Diamonds Unlocked (2007.)
- Tales of the Crown (2008.)
- The Best of Axel Rudi Pell (2009.)
- The Crest (2010.)
- The Ballads IV (2011.)
- Circle of the Oath (2012.)
- Live on Fire (2013.)

Avalanch
- El Ángel Caído 2017 (2017.)
- Hacia La Luz – Directo desde Madrid (2018.)
- El Secreto (2019.)
- The Secret (2019.)

Beau Nasty
- Dirty But Well Dressed (1989.)

Ferdy Doernberg
- Storytellers Rain (2001.)
- Till I Run Out of Road (2004.)

Downhell
- A Relative Coexistence (2008.)

Driven
- Self-Inflicted (2001.)

Emir Hot
- Sevdah Metal (2008.)

Empire
- Chasing Shadows (2007.)

Jean Fontanille
- Unknown Parameter Value (2008.)

Roland Grapow
- Kaleidocope (1999.)

Haggard
- Tales of Ithiria (2008.) (kao narator)

Hanover Fist
- Hungry Eyes (1985.)

Tony Hernando
- The Shades of Truth (2002.)
- Ill (2005.)
- TH III-Live! CD/DVD (2006.)
- Actual Events (2009.)

Kuni
- Looking for Action (1988.)

Kiko Loureiro
- No Gravity (2005.)
- Fullblast (2009.)

Marco Jakobini
- The Sky There'll Always Be (2013.)

Tony Macalpine
- Freedom to Fly (1992.)
- Evolution (1995.)
- Violent Machine (1996.)
- Live Insanity (1997.)

Yngwie Malmsteen
- The Seventh Sign (1993.)
- I Can't Wait (1994.)
- Best Of (2000.)
- Archive Box (2001.)

Masterplan
- MK II (2007.)
- Time to Be King (2010.)

Metalium
- Millennium Metal – Chapter One (1999.)

Razorback
- Deadringer (2007.)

Rage
- Welcome to the Other Side (2001.)
- Best of – All G.U.N. Years (2001.)
- Unity (2002.)
- Soundchaser (2003.)
- From the Cradle to the Stage (2004.)
- Speak of the Dead (2006.)
- Full Moon in St. Petersburg (2007.)

Vision Divine
- When All the Heroes Are Dead (2019.)

Savage Circus
- Of Doom and Death (2009.)

Damir Šimić
- The Quest (1998.)
- Live in Zagreb (2002.)
- Demomstratus (2004.)

Stuart Smith
- Heaven and Earth (1998.)

Squealer
- Made for Eternity (2000.)
- Under the Cross (2002.)

Taboo Voodoo
- Somethin's Cookin' (2003.)

Tarja Turunen
- What Lies Beneath (2010.)
- Act I: Live in Rosario (2012.)
- Colours in the Dark (2013.)
- Beauty and the Beat (2014.)
- Luna Park Ride (2015.)
- The Shadow Self (2016.)

The Dogma
- Black Roses (2006.)

Tracy G
- Deviating from the Set List (2003.)

John West
- Mind Journey (1997.)

Zillion
- Zillion (2004.)

Theodore Ziras
- Superhuman (2008.)

Kee Marcello
- Judas Kiss (2013.)

The Ferrymen
- The Ferrymen (2017.)
- A New Evil (2019.)
- One More River to Cross (2022.)

Ostala albumi
- Tribute to Accept ( Metalium pjesma "Burning") (1999.)
- Holy Dio – A Tribute to the Voice of Metal: Ronnie James Dio (1999.)